# Пьеррекло (замок)
Пьеррекло (фр. Château de Pierreclos) — замковый комплекс в коммуне Пьеррекло в департаменте Сона и Луара, в южной части исторического региона Бургундия (бывшая административная область), ныне — регион Бургундия — Франш-Конте, Франция. Замок расположен примерно в 15 км к западу от горожа Макон. По своему типу относится к замкам на вершине. В 1984 году признан памятником архитектуры Франции. Замок является частной собственностью.

## Расположение

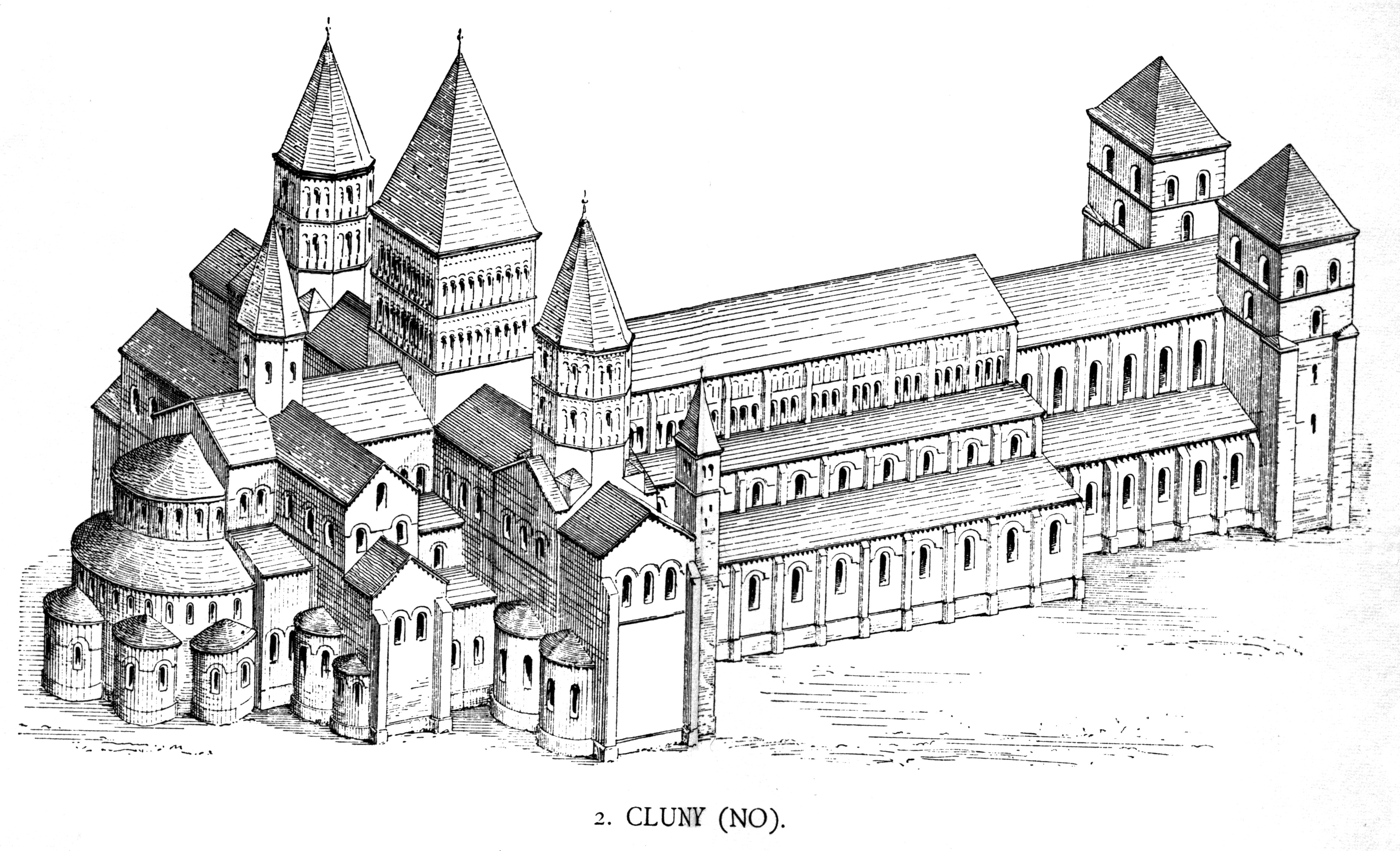
Аббатство Клюни (реконструкция), расположенное неподалёку

Замок занимает южную оконечность скалистого холма, с которого открываются живописные виды на долину реки Пти-Гросне и окружающие виноградники. Пьеррекло находится в непосредственной близости от таких достопримечательностей как скала Рош-де-Солютре, а также знаменитый бенедиктинское аббатство Клюни.

## История

### Ранний период
В эпоху римского владычества здесь находилась романская вилла. Но от античных построек ничего не осталось.
Имение Пьеррекло с укреплённой хозяйской усадьбой впервые упоминается в документах 887 года. Вероятно, вилла знатного собственника располагалась здесь до 926 года. Об этом можно судить по трудам хронистов аббатства Клюни. В числе прочего, упоминается часовня, построенная в середине X века. С 996 года вместо часовни стала упоминаться церковь. Это сооружение было частью обширного церковного строительства 980-1040-х годов. Об этом в частности сообщает историк Аленом Герро.

Герб дворянского рода Боже (дворянский род)

В XI веке графы де Макон постепенно утратили свою суверенную власть на окрестных территориях. К этому привело противостояние с могущественными соседями: влиятельными дворянскими родами Брансьон, Боже, Берзе и Баге. Кроме того, огромным влиянием пользовались аббаты расположенных неподалёку монастырей Клюни и Турню. Отдельную головную боль для графов представляли каноники собора Сен-Винсент де Макон, которым принадлежали обширные сельскохозяйственные угодья региона. Представители графской семьи утратили права на многие аллоды во время конфликтов с соседями в период с 1200 по 1230 год.
Согласно работе Эрве Муйбуша, непосредственно каменный замок Пьеррекло возник на фундаменте укреплений, окружавших церковь. Доказательством этого утверждения может служить конфигурация замка, его статус прихода и древность часовни. Исходя из этого, предполагаются два сценария: 
- Возведение епископом или канониками в углу церковного кладбища донжона. Это требовалось для утверждения своей власти и охраны владения. В руки семьи Берзе эта башня перешла не позднее 1282 года.
- Мощная квадратная башня была построена самими представителями рода Берзе в ходе противостояния с влиятельными церковными иерархами. В итоге именно семья де Берзе смогла закрепить за собой оспариваемое владение[3].

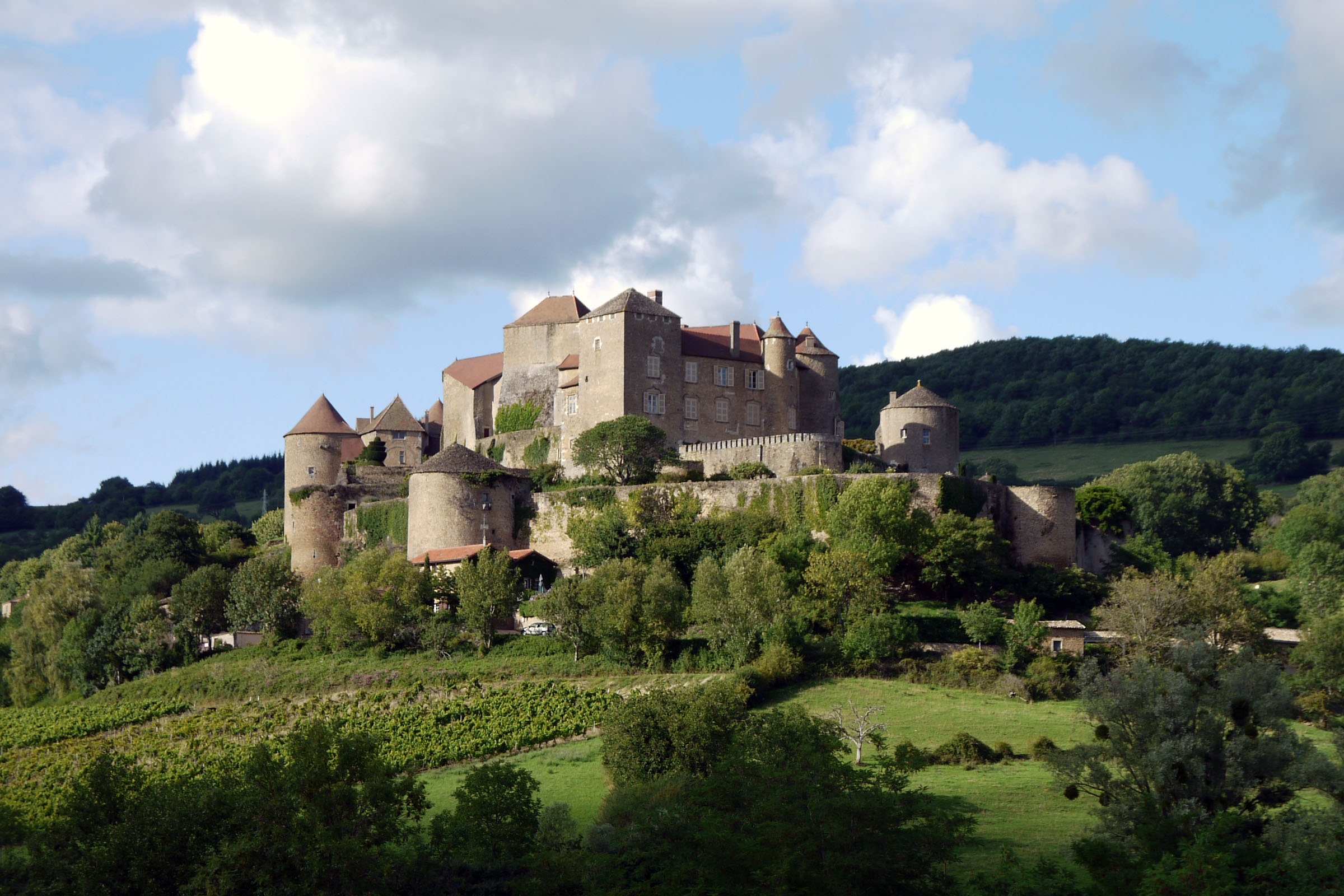
Замок Берзе (замок)

Самый ранний из известный собственников замка — Этьен де Берзе. Он взял на себя управление крепостью и поместьем с согласия своего родного брата Гуго де Берзе, владевшего родовым замком Берзе.
Замок принадлежал семье де Берзе до 1366 года. Затем собственников стал Ги Шеврье. От него крепость перешла к Людовику Савойскому, принцу Мореи. В свою очередь тот 1 июля 1403 года по особому акту передал «всю вотчину этого места и часовню Пьеррекло» дворянину Имбо де Блеттерану. Этот человек, вероятно, происходящей из области Юра, местечка Блеттеран.
В 1422 году, когда началось кровавое противостояние арманьяков и бургуньонов, первые сумели захватить замок. Однако после серии осад и штурvов бургундцы отвоевали Пьеррекло и возвратили его представителям семьи де Блеттеран. Когда в 1429 году Имбо де Блеттеран умер, новым хозяином крепости стал его брат Перне. Однако он не имел потомков мужского пола и на нём род пресёкся.

Герб Ружмон (дворянский род)

### Семья Ружмон
У Перне де Блеттерана была дочь по имени Катрин. В 1434 году она вышла замуж за Гумберта де Ружмона, потомка рыцарского рода рода из Бюже. Он и стал новым хозяином крепости, которая досталась ему в приданое. Завершение разорительного конфликта между арманьяками и бургиньонами не принесло мира в имение Пьеррекло. В 1437 году земли вокруг замка подверглись грабительскому набегу банд, именуемых отрядами живодёров.
Новым хозяином замка (а также владений Бюсси и Бюссьера) вскоре оказался Филибер де Ружмон, второй сын Гумберта. Он не смог предотвратить в 1471 году захват и частичное разрушение своей крепости войска Людовика XI, который начал войну против Карла Смелого, герцога Бургундского. Впоследствии Филибер командовал гарнизоном города Макон. Он был ещё жив в октябре 1479 года, поскольку его имя упоминается в одном из писем Людовика XI.
Филиберу де Ружмон наследовал его сын Гаспар, в затем внук Антуан. И снова замок оказался в центре боевых действий. На этот раз бедствием для региона стали Религиозные войны. В 1562 году замок был осаждён, захвачен и разграблен армией протестантов, которые стали хозяевами Макона. Помимо прочего они разрушили католическую церковь при замке. Тем не менее собственником Пьеррекло остался Антуан де Ружмон. От него замок перешёл к его сыну Жану де Ружмону. Тот удачно женился на наследнице крупного состояния Беатрикс де Гролле, чем обеспечил себе средства на восстановление и модернизацию укреплений родовой резиденции.
В 1596 году после смерти Жана де Ружмона, собственником замка и окружающей земли стал его второй сын Гуго де Ружмон. Однако постепенно финансовое положение семьи стало ухудшаться. Гуго умер в 1644 году оставив крупные долги. Ему наследовала супруга Изабель д'Альбон. Её так и не удалось справиться с бременем долгов. Через некоторое время она была вынуждена отказаться от феодального владения. Замок и имение суд выставил на торги.

### Семья Мишон
Собственником Пьеррекло в 1664 году стал богатый торговец из Лиона. Но уже в следующем году 28 января он продал его за 100 тысяч фунтов дворянину Жану-Батисту Мишону, советнику и прокурору короля, руководителю Генералитета (финансового управления) Лиона. Этот человек принадлежал к влиятельному роду и решил превратить крепость в благоустроенную резиденцию. Именно его герб с датой «1665 год» можно увидеть на главных воротах замка. Новый сеньор Пьеррекло, Бюсси и Бюссьера в 1692 году присоединил к своим владениям Варенн. Жан-Батист умер в 1717 году, оставив сыновьям в наследство роскошный дворцово-замковый комплекс.
Братья Антуан-Александр Мишон и Эме-Александр-Габриэль Мишон стали совместно управлять имением. Они также сумели значительно расширить родовые владения, приобретя графство Берзе-ле-Шатель, фьеф (феод) Сен-Сорлен (1713 год), имение Милли (1719 год) и баронство Санв (не позднее 1713 года).

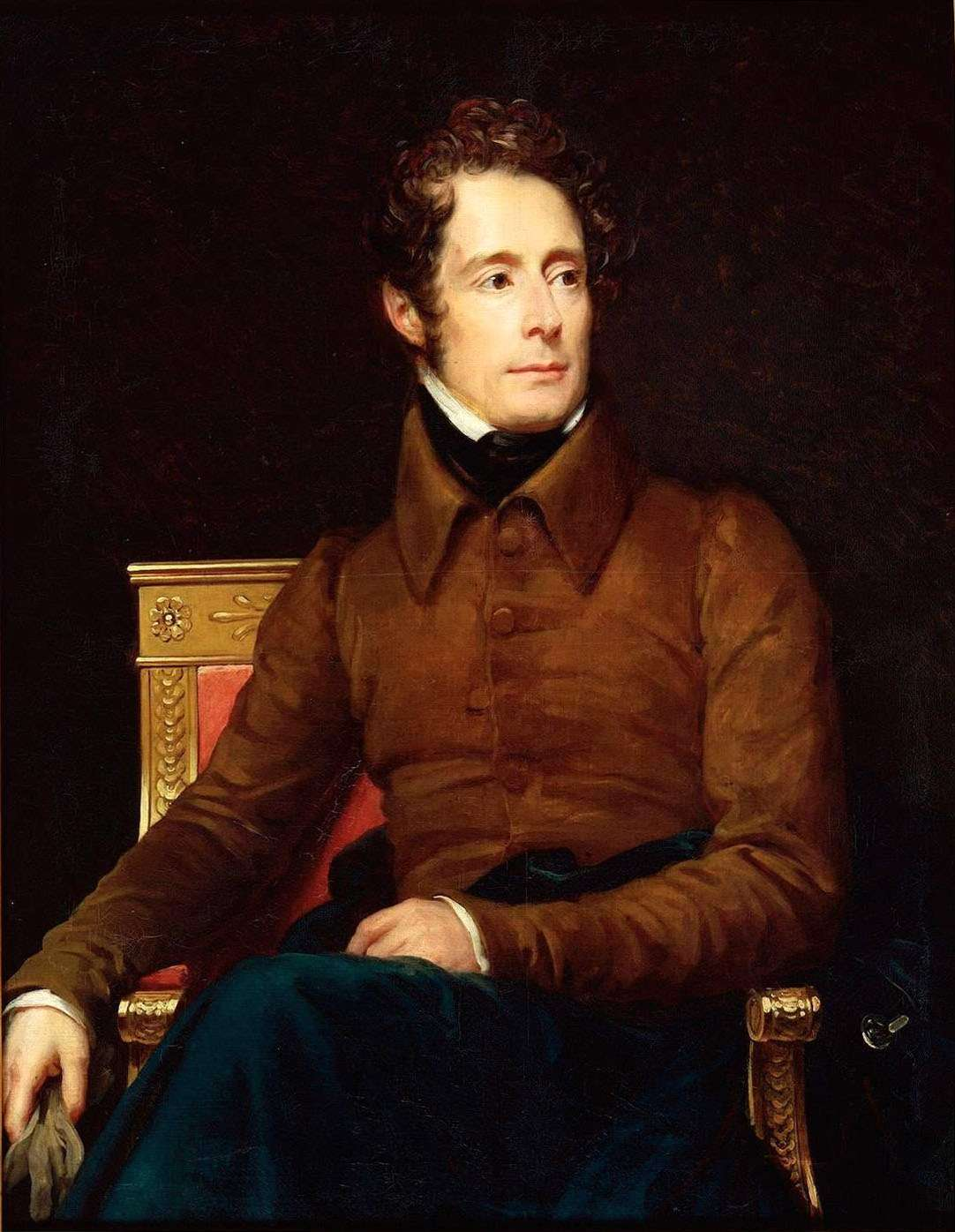
Портрет Альфонса де Ламартина

Сын Эме-Александра-Габриэля родился в Маконе в 1737 году. Он вступил в наследство в 10-летнем возрасте после смерти отца. В 1768 году новый собственник женился на Маргарите Берну де Рошетайе. В браке родилось двое сыновей и четыре дочери. Родовую собственность унаследовал Жан-Батист Мишон, казначей Франции в финансовый управляющий генералитетом Лиона. Этот человек был известен своим грубым нравом и жестоким обращением с простолюдинами. Во всяком случае, таким его описывает в своих «Мемуарах» Альфонс де Ламартин, друг детства Бенуа-Гийома (родившегося 24 января 1770 года), сына Жан-Батиста. Возможно, характер сеньора сыграл не последнюю роль в настроениях крестьян региона, которые в ходе начавшейся революции безжалостно грабили дворянскую собственность.
Пьеррекло перенёс в июле 1789 года три последовательных нападения во время периода, называемого Великий страх. Три дня подряд, с 27-го по 29 июля, замок подвергался штурмам возбуждённой толпы. Однако собственник, умело руководя своими слугами, сумел отбиться, укрывшись в бывшей цитадели. При этом были полностью разграблены все хозяйственные постройки и часть зданий самого комплекса. Владелец имения позже потребовал наказать виновных и возместить ущерб. Однако Людовик XVI к тому времени уже не решался противостоять революционным настроениям в Париже. Король помиловал преступников, совершавших грабежи. Дошедшие до нас две подробные описи имущества имения (одна составленная до 1747 гада и другая, подготовленная после 1793-го), свидетельствуют о масштабах бедствия постигших собственников Пьеррекло.

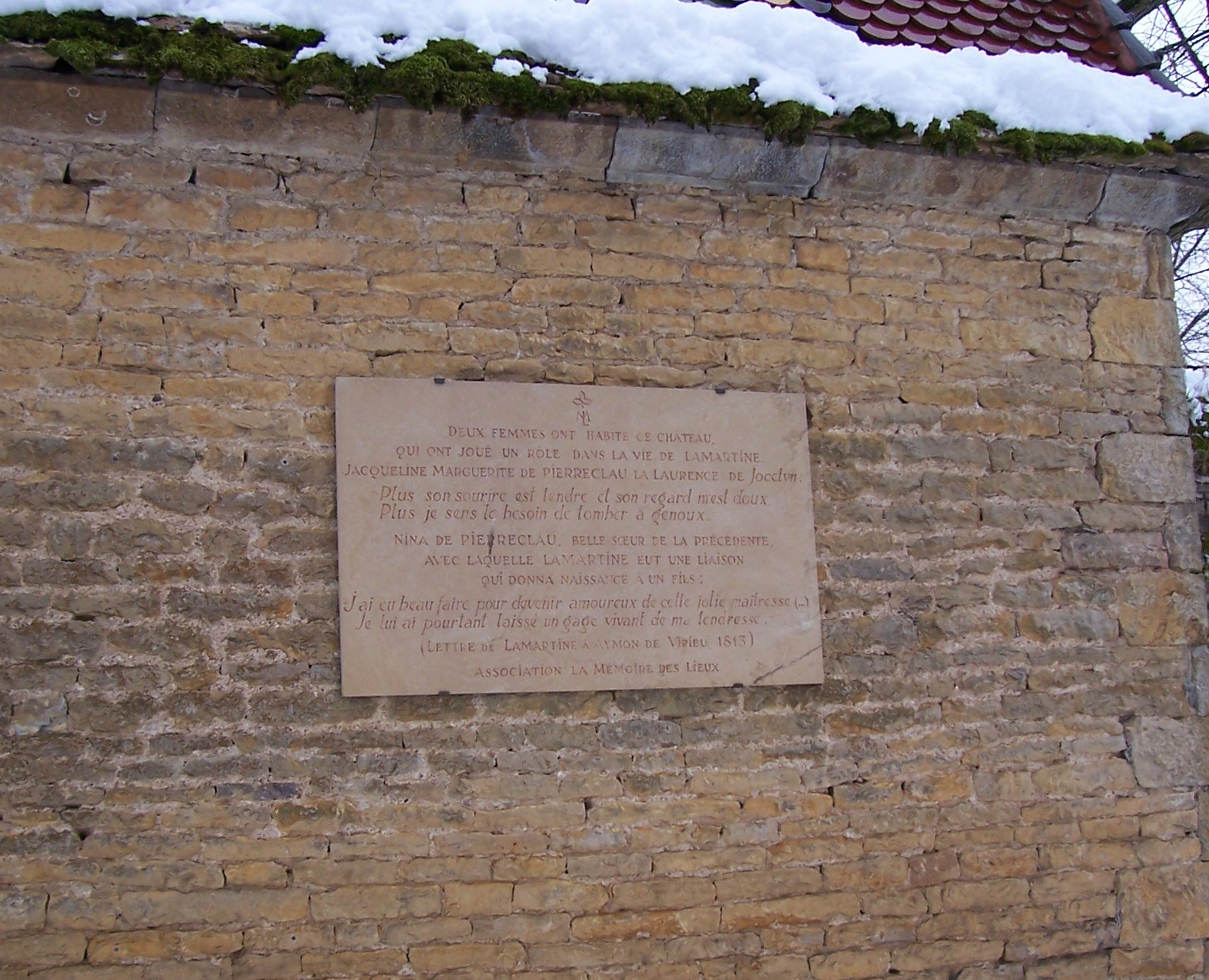
Мемориальная доска в память о пребывании в замке Альфонса де Ламартина

Разозлённый грабежами 1789 года Мишон де Пьеррекло решил вновь превратить комплекс в неприступную крепость. Помимо прочего, он приказал затащить на стены старые артиллерийские орудия, чтобы впредь встречать бунтующих крестьян залпами картечи. Но новые революционные власти не оценили решимость хозяина замка. Было принято решение разоружить цитадель. Вечером 8 июля 1790 года в поместье явился отряд национальной гвардии Макона из 150 человек. Мишон ле Пьеррекло не решился оказать сопротивление и согласился передать свою артиллерию. В итоге ему выдали расписку о конфискации двух 4-бутовых орудий и семи семь других орудий меньшего размера. Зато было разрешено оставить для обороны от банд двенадцать ружей. Альфонс де Ламартин описал в книге «Откровения» историю этой экспедиции. Из-за нехватки лошадей гвардейцы были вынуждены тащить ночью в Макон пушки вручную.
Революция к 1793 году перешла в стадию террора. Бенуа-Гийом и его старший сын бежали за границу. Жан-Батист Мишон был арестован по подозрению в контрреволюционных настроениях в апреле 1793 года и заключён в тюрьму и вскоре умер. Бенуа-Гийом исключен умер в 1809 году, оставив значительные долги. По требованию кредиторов после реставрации Бурбонов имение Пьеррикло были продано в 1817 году. Потомки Бенуа-Гийома не стали оспаривать это решение.

### Семья Шалан-Тиольер
После 1817 года имение несколько раз переходило из руку в руки. Наконец поместье Пьеррекло и обветшавший замок 1 августа 1829 года было приобретено Жаком Шаланом из города Сен-Шамон. Его потомки владели поместьем до 1909 года и постепенно восстановили большинство построек.

### XX век
В 1909 году замок был продан семье Дарнат, владевшей в Лионе крупной фабрикой по производству шёлка. Эти люди оставались хозяевами Пьеррекло до Второй мировой войны. У них в конце 1930-х годов имение приобрёл господин Фуйе. Он перестроил бывшую дворянскую резиденцию и до 1970-х годов использовал её в качестве лагеря отдыха «Обервилье».

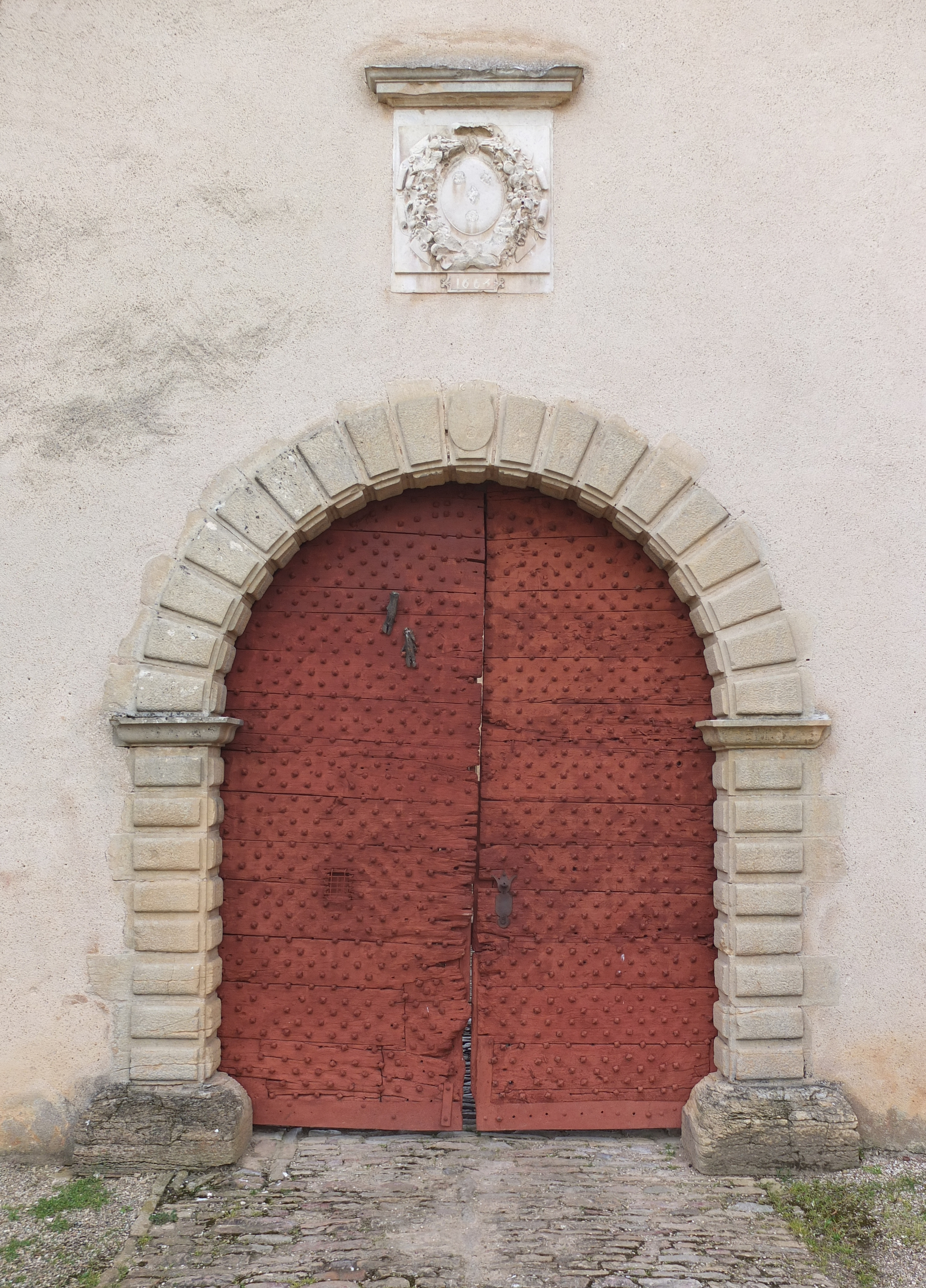
Вход в замок

В 1989 году замок купила семья Пидо. Новые собственники отреставрировали дворцово-замковый комплекс и открыли его для посещения. В 1991 году в Пьеррекло побывали 30 тысяч посетителей туристов. Правда, со временем поток посетителей стал сокращаться. В 2016 году сюда приехали 20 тысяч человек, а годом позже только 14 тысяч.

## Современное использование
Сегодня замок используется для самых разных целей. Здесь расположено винодельческое производство (сертифицированное по всем правилам). В помещениях комплекса возможно проведение свадеб, торжественных приёмов и семинаров. В замке действует небольшой отель, ресторан, а также магазин местных продуктов и сувениров. Пьеррекло открыт для посещения. По заказу проводятся исторические экскурсии.

## Описание
Замок сформирован из башен и корпусов строго прямоугольной формы. Вокруг значительная территория окружена невысокой каменной стеной. На юго-востоке расположена отдельно стоящая квадратная башня. Все сооружения увенчаны коническими крышами.
Около замка находятся многочисленные хозяйственные постройки (бывшие конюшни, склады, мастерские) и руины старинной церкви, возведённой во второй половины XII века. В настоящее время от неё сохранилась только колокольня. К югу частично сохранился партео — небольшой сад с декоративными кустарниками и клумбами.

## Галерея

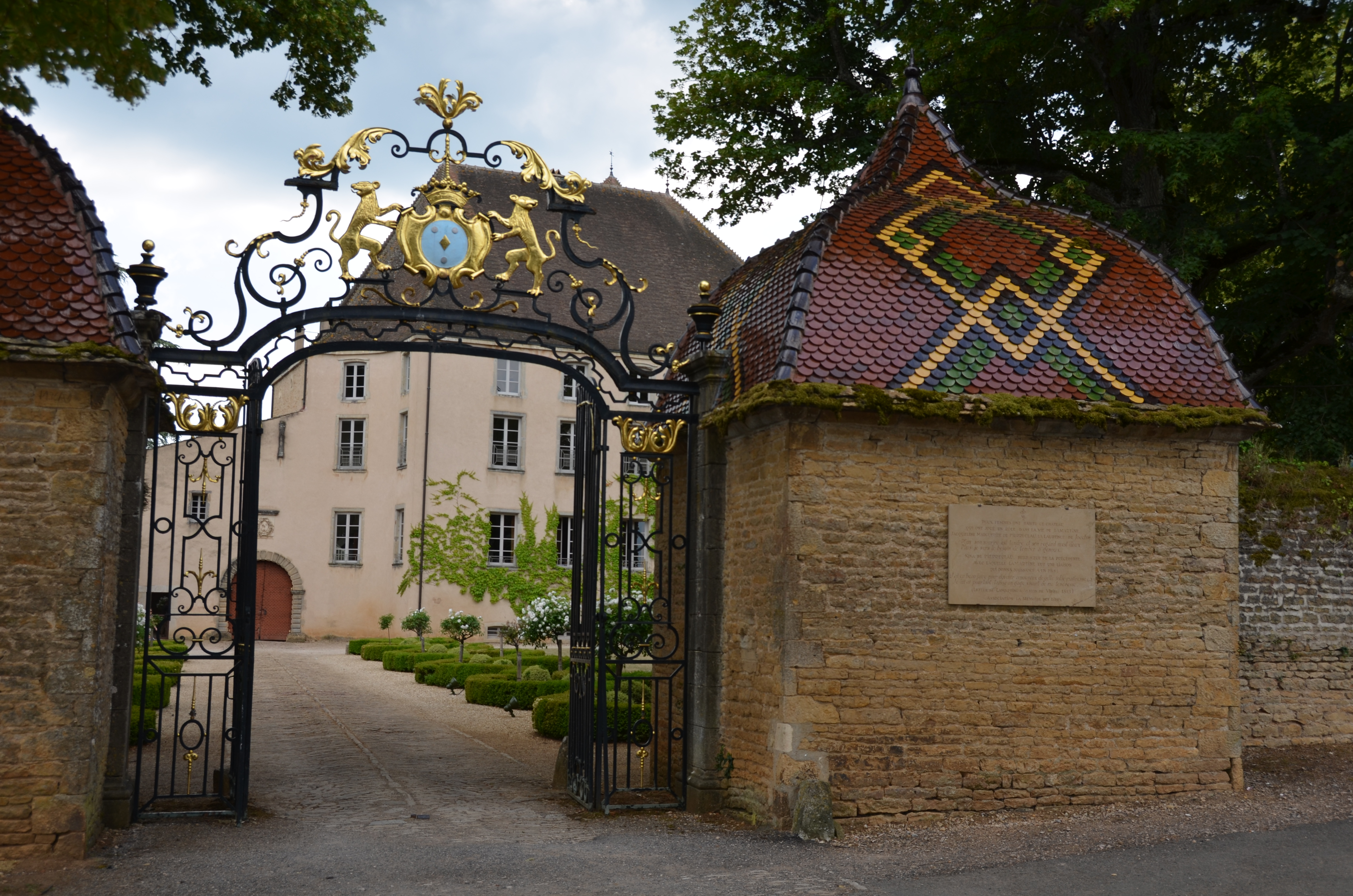
Главные ворота, ведущие к замку
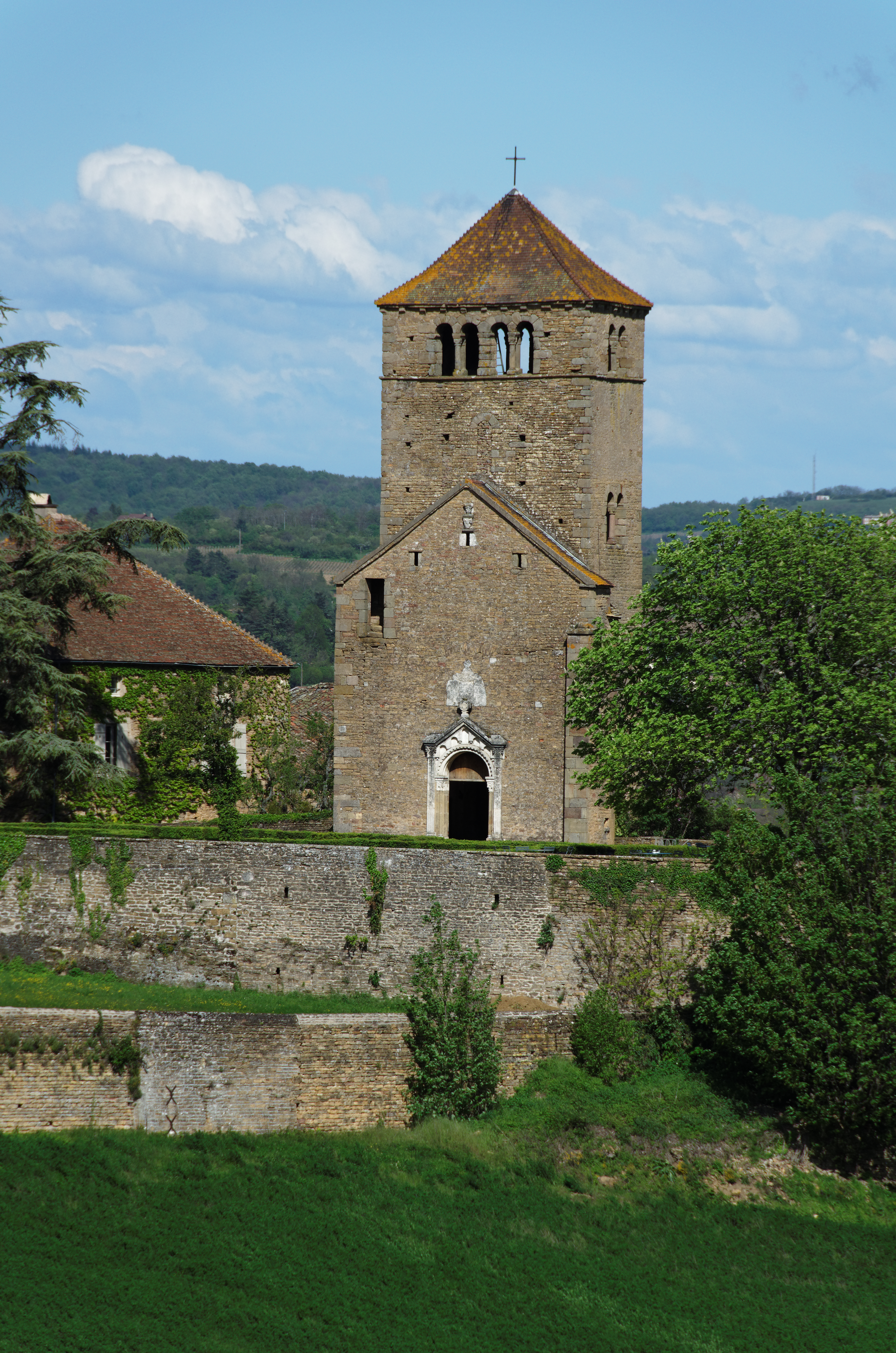
Колокольня бывшей церкви
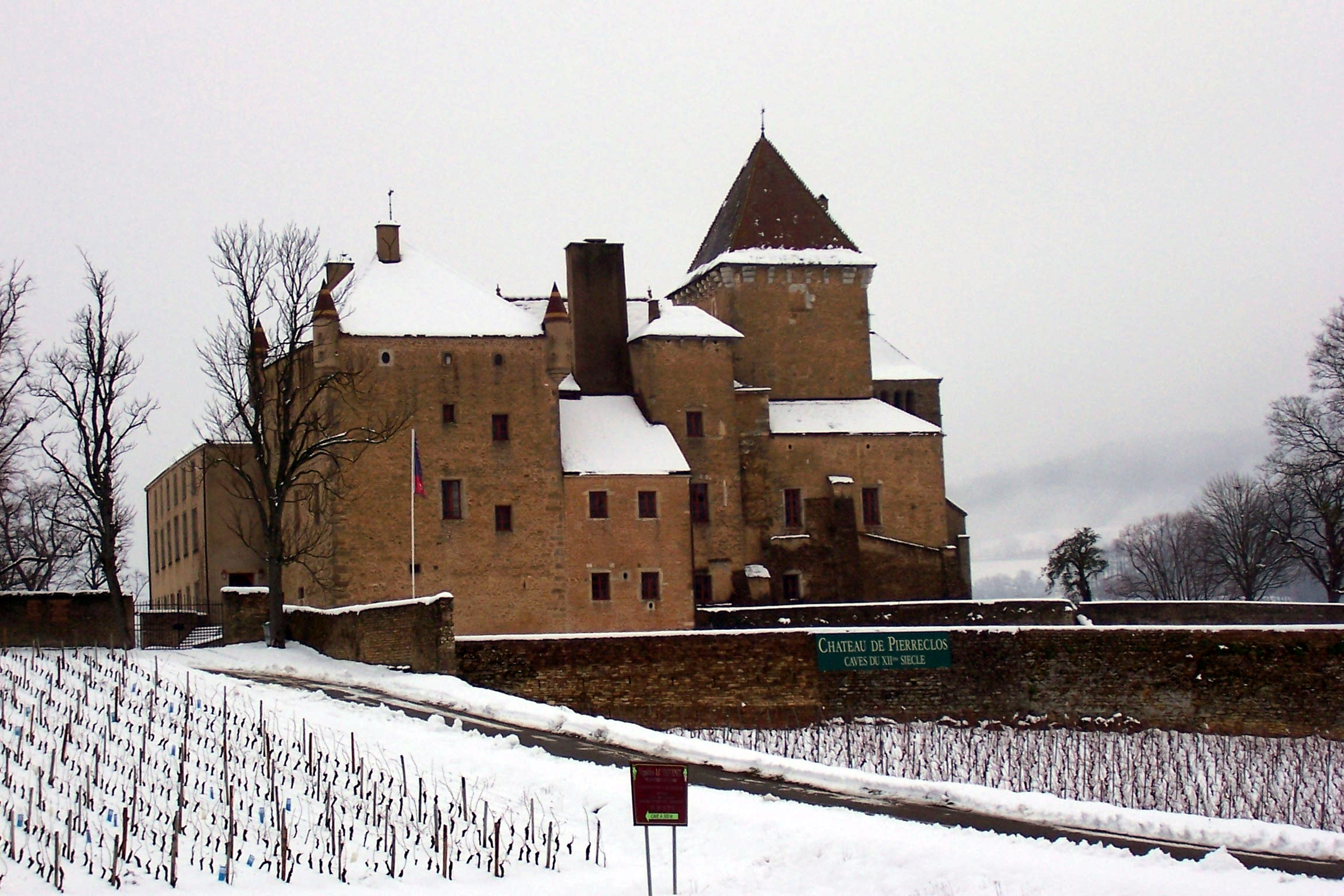
Вид замка в зимнее время
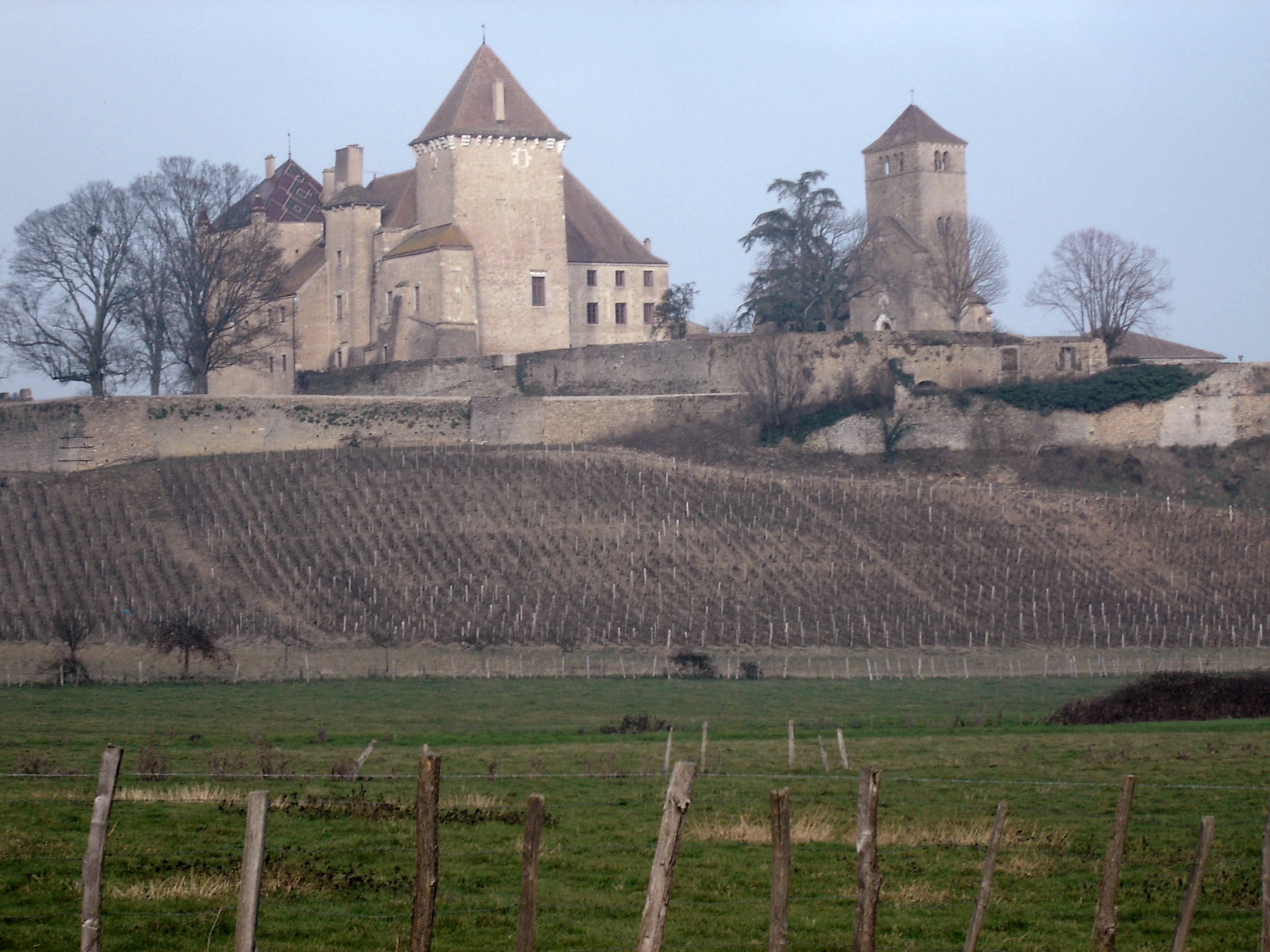
Замок на фоне виноградников
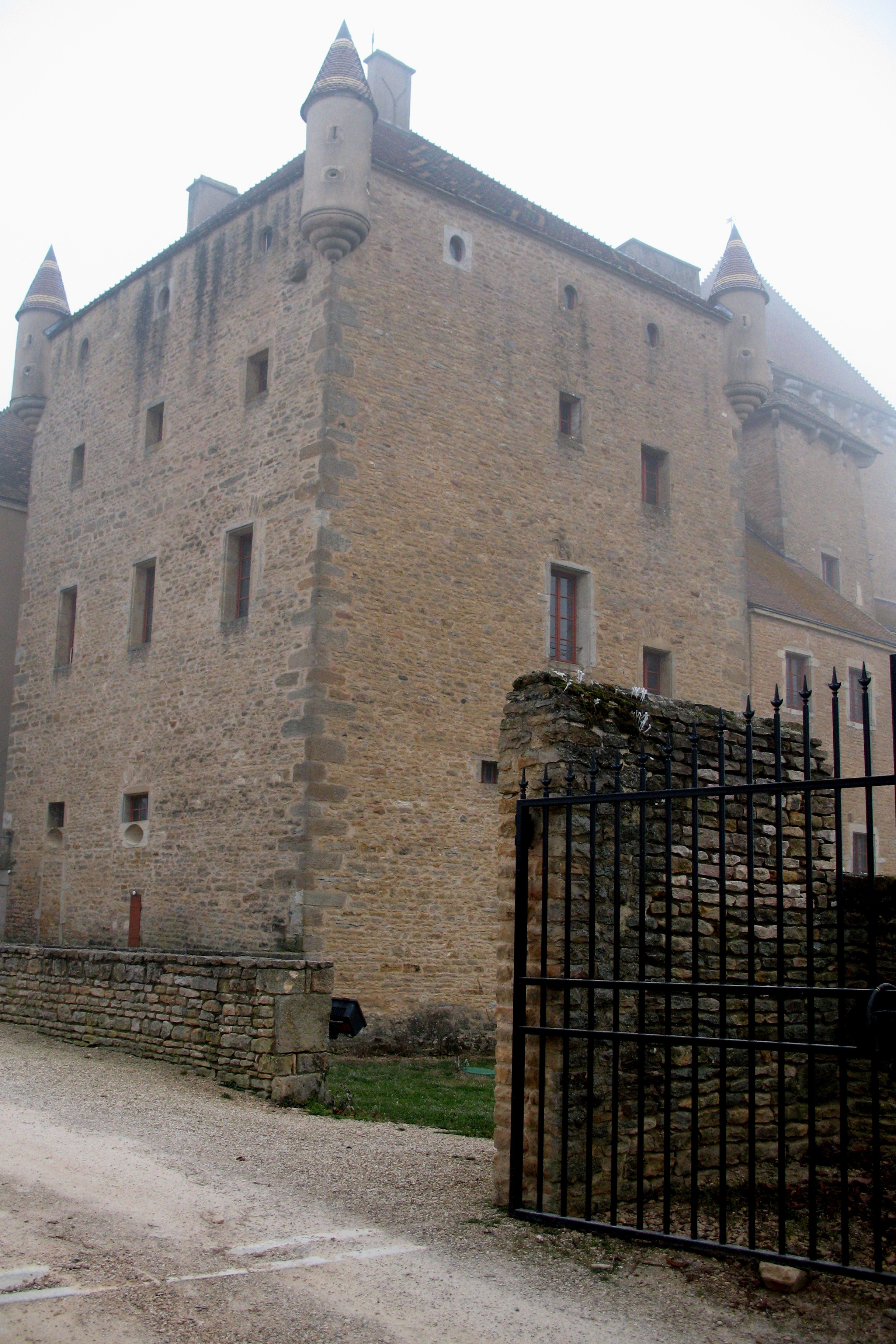
Одно из зданий комплекса